# Saint-Quentin-des-Isles
Pour les articles homonymes, voir Saint-Quentin (homonymie).
Saint-Quentin-des-Isles est une ancienne commune française située dans le département de l'Eure, en région Normandie. Depuis le 1er janvier 2019, elle est une commune déléguée de Treis-Sants-en-Ouche.

## Géographie

### Localisation
|            | Bernay                  |                         |
| Grand-Camp | Saint-Quentin-des-Isles | Saint-Aubin-le-Vertueux |
|            | Ferrières-Saint-Hilaire |                         |

### Voies de communication et transport
- À la fin du XIXe siècle, la commune est traversée par une ligne de chemin de fer[3] reliant Sainte-Gauburge-Sainte-Colombe (Orne) à Bernay (Eure), mise en service le 22 décembre 1881. Une halte voyageurs y est construite. Elle est assez peu fréquentée mais connaît parfois une forte affluence, comme le 8 juin 1882 où 900 passagers y sont montés ou descendus. Cette halte voyageurs n'est pas suffisante pour assurer le trafic de marchandise. Une gare de marchandise est alors construite dès 1885. L'apparition de l'automobile n'influença pas tout d'abord le trafic. En effet, trois trains y passent par jour avant la Seconde Guerre mondiale. L'essor de la voiture personnelle, des camions ou autocars, après la Seconde Guerre mondiale, en est venu à bout. Le trafic de voyageurs a été le premier à être arrêté.
Le trafic de marchandises, après avoir un temps continué, est arrêté depuis le milieu des années 1980. Après un abandon des infrastructures de plus de dix ans et une longue réflexion, le projet d'une voie verte piétonnière reliant Bernay à Broglie a vu le jour. Dénommée voie verte de la vallée de la Charentonne de 13 km goudronnée, elle est utilisable depuis 2004.
- La commune est dotée d’une aire de repos bien équipée le long de la Charentonne.

## Toponymie
Le village est mentionné sous la forme latinisée Sanctus Quintinus de Insulis en 1224 (2e (pouillé d’Évreux), Saint Quentin des Ysles en 1562 (arrière-ban). 
Saint Quentin, le patron de la paroisse qui fut martyr dans le Vermandois au VIIIe siècle, est un hagiotoponyme. 
Le déterminant Des-Isles se réfère aux îles sur la Charentonne.

## Histoire
Le 1er janvier 2019, elle fusionne avec Saint-Aubin-le-Vertueux et Saint-Clair-d'Arcey pour constituer la commune nouvelle de Treis-Sants-en-Ouche dont la création est actée par un arrêté préfectoral du 25 septembre 2018.

## Politique et administration

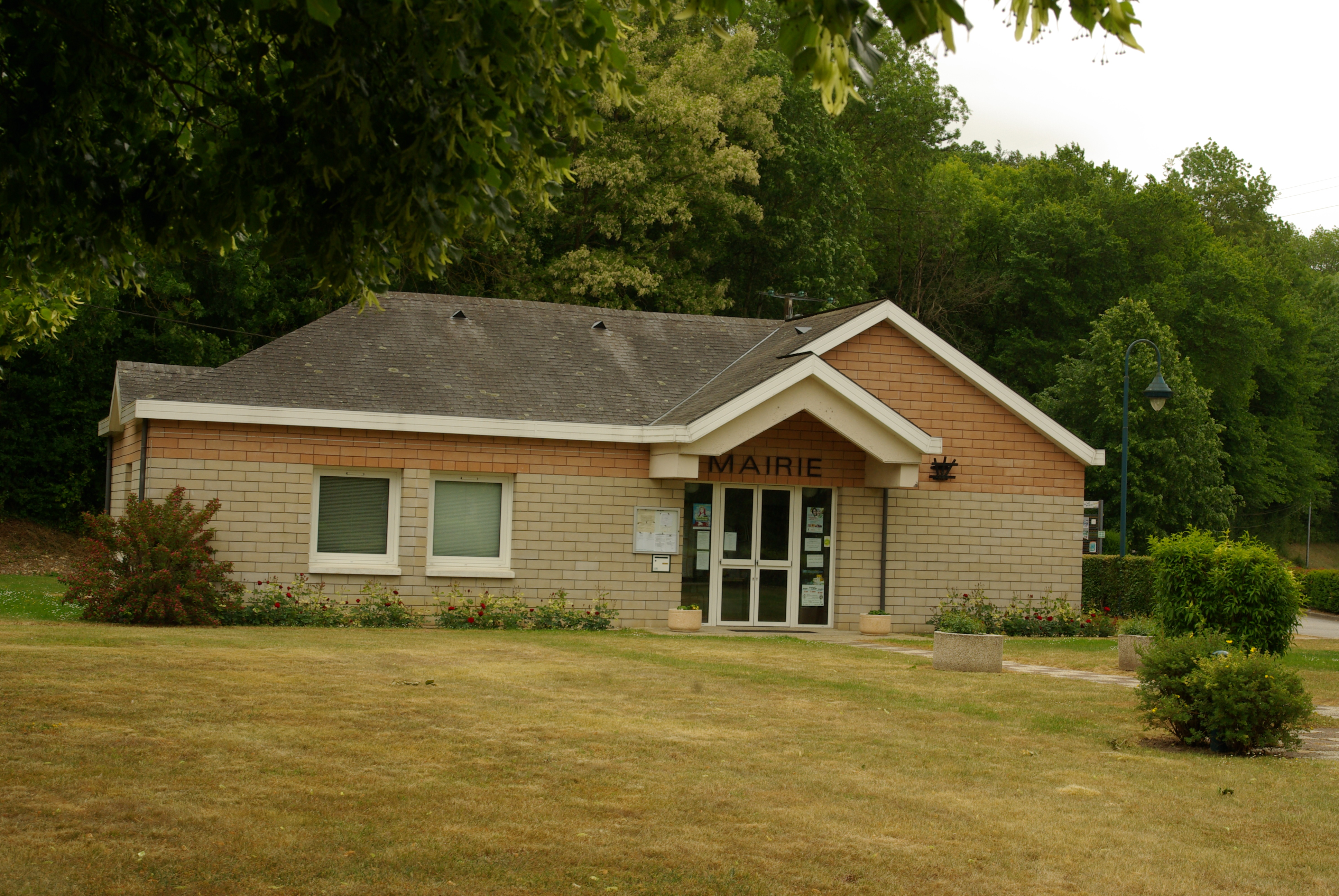
La mairie.

| Période                                  | Période   | Identité                                  | Étiquette | Qualité                                                                                           |
| ---------------------------------------- | --------- | ----------------------------------------- | --------- | ------------------------------------------------------------------------------------------------- |
| Les données manquantes sont à compléter. |           |                                           |           |                                                                                                   |
| ca 1831                                  |           | Benoît Félix Robillard                    |           |                                                                                                   |
| Les données manquantes sont à compléter. |           |                                           |           |                                                                                                   |
| ca 1870                                  |           | Jauniaux                                  |           |                                                                                                   |
| Les données manquantes sont à compléter. |           |                                           |           |                                                                                                   |
| ca 1937                                  |           | Charles Antoine Marie de Lacoste de Laval |           | officier supérieur, officier de la Légion d'honneur neveu de Mme Lecarpentier de Sainte-Opportune |
| Les données manquantes sont à compléter. |           |                                           |           |                                                                                                   |
| mars 2001                                | mars 2008 | Jacqueline Masson                         |           |                                                                                                   |
| mars 2008                                | En cours  | Gérard Filet                              |           |                                                                                                   |

## Démographie
L'évolution du nombre d'habitants est connue à travers les recensements de la population effectués dans la commune depuis 1793. Pour les communes de moins de 10 000 habitants, une enquête de recensement portant sur toute la population est réalisée tous les cinq ans, les populations de référence des années intermédiaires étant quant à elles estimées par interpolation ou extrapolation. Pour la commune, le premier recensement exhaustif entrant dans le cadre du nouveau dispositif a été réalisé en 2005.

En 2016, la commune comptait 224 habitants, en évolution de −5,88 % par rapport à 2010 (Eure : −0,25 %, France hors Mayotte : +2,11 %).
| 1793 | 1800 | 1806 | 1821 | 1831 | 1836 | 1841 | 1846 | 1851 |
| ---- | ---- | ---- | ---- | ---- | ---- | ---- | ---- | ---- |
| 163  | 215  | 239  | 246  | 223  | 247  | 249  | 244  | 238  |

| 1856 | 1861 | 1866 | 1872 | 1876 | 1881 | 1886 | 1891 | 1896 |
| ---- | ---- | ---- | ---- | ---- | ---- | ---- | ---- | ---- |
| 233  | 267  | 279  | 266  | 300  | 275  | 255  | 244  | 262  |

| 1901 | 1906 | 1911 | 1921 | 1926 | 1931 | 1936 | 1946 | 1954 |
| ---- | ---- | ---- | ---- | ---- | ---- | ---- | ---- | ---- |
| 182  | 173  | 176  | 184  | 170  | 177  | 175  | 174  | 199  |

| 1962 | 1968 | 1975 | 1982 | 1990 | 1999 | 2005 | 2006 | 2010 |
| ---- | ---- | ---- | ---- | ---- | ---- | ---- | ---- | ---- |
| 186  | 154  | 210  | 235  | 255  | 236  | 237  | 235  | 238  |

| 2015 | 2016 | - | - | - | - | - | - | - |
| ---- | ---- | - | - | - | - | - | - | - |
| 227  | 224  | - | - | - | - | - | - | - |

## Lieux et monuments
- Église Saint-Quentin.
- Château de Saint Quentin, du XIXe siècle, ayant appartenu à Albert Lecarpentier de Sainte-Opportune[12]
- Moulin du Fay, sur la Charentonne.
- Le Vieux Château.
- Lavoir sur la Charentonne.

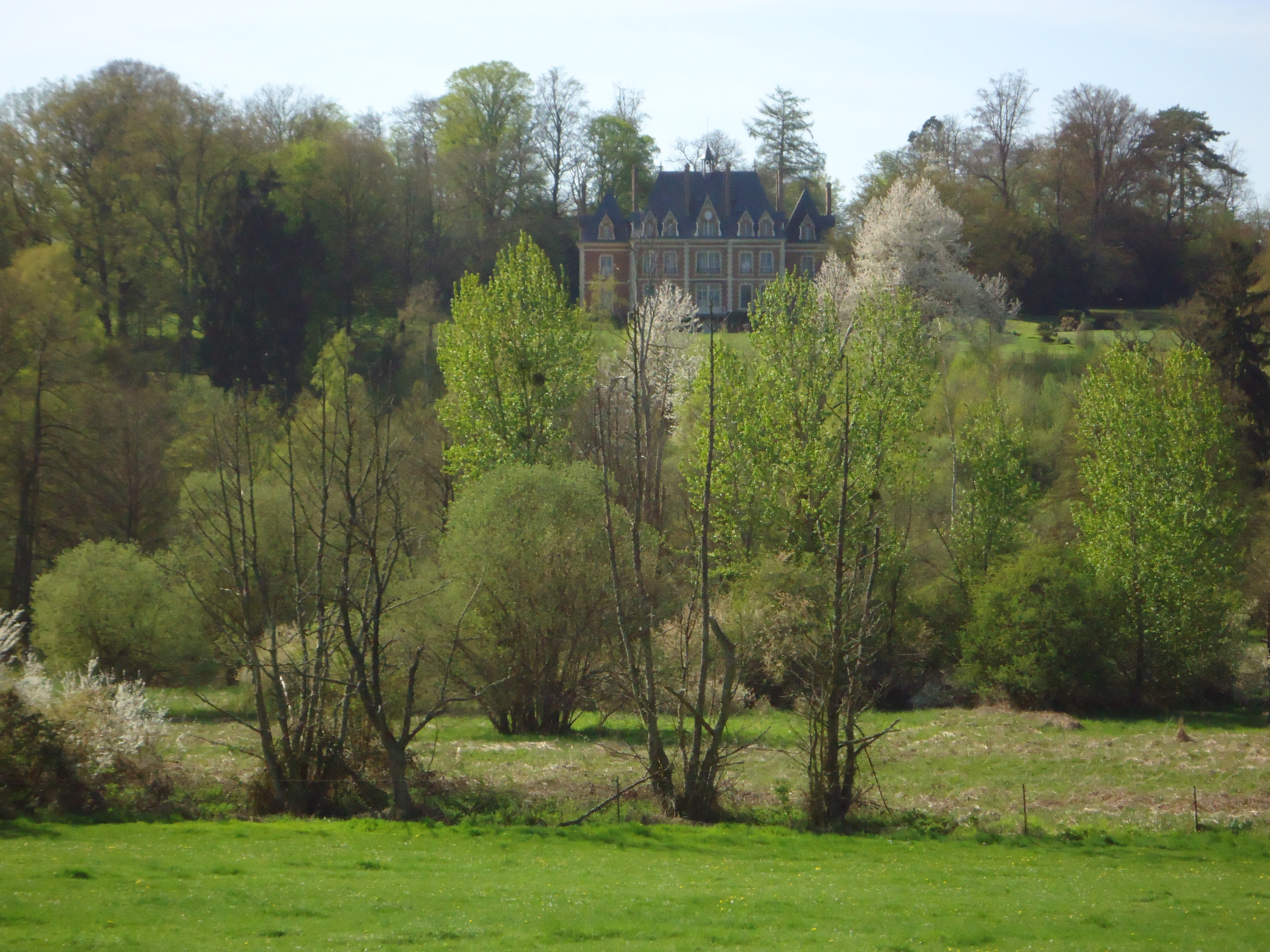
Le château de Saint Quentin
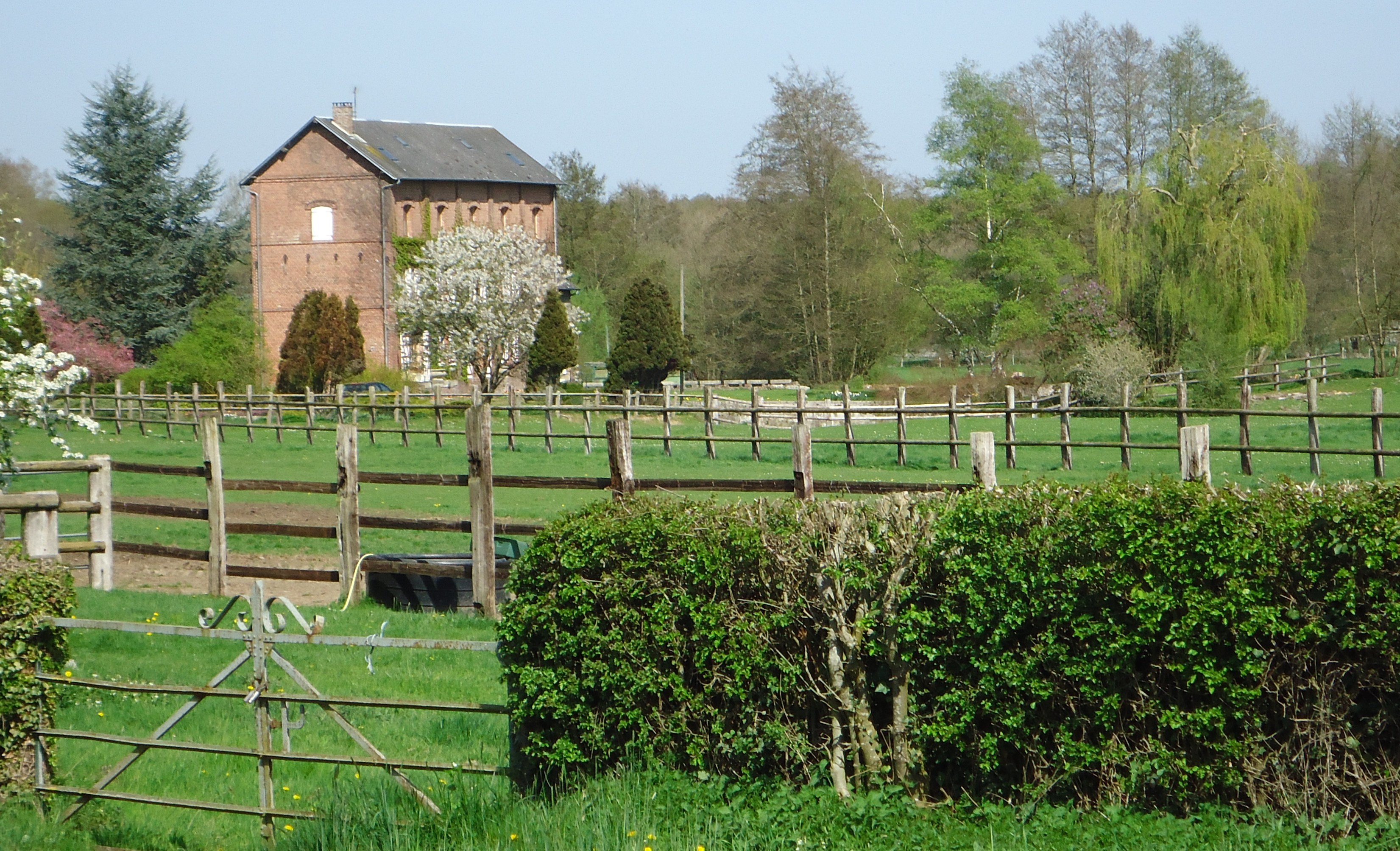
Le moulin du Fay.

## Personnalités liées à la commune
- Anne Joséphine Amica Molin[13], veuve Roger Lecarpentier de Sainte-Opportune (1831-1939)[14],[15], chevalier de la Légion d'honneur décorée par le duc de Broglie[16] en février 1935, doyenne des Français, qui était âgée de 107 ans lors de son décès survenu en mars 1939.